# 青木和
青木和（あおき かず，1961年12月27日—）是日本的小说家，现居神户。

## 经历
毕业于關西學院大學文学部。1989年秋季起，于大阪文学学校日间部和函授部就读一年。日本科幻作家协会成员 。大阪女性文学协会干事（2015年至今，副代表 ）。大阪文学院夜总会导师 .
1998年，凭借《纸板》获得第15届大阪女性文学奖荣誉奖。
2000年，作品《Immun》被选为第一届日本科幻小说新人奖的优秀奖，同时作为职业作家出道。

## 作品列表

### 长篇作品
- “免疫我们的敌人”（德间双文库，2000 年 9 月）
- “占有 - 大神凉平奇象观察档案”（德间双文库，2000 年 12 月）
- “倒霉神-大神凉平奇象观察档案”（德间双文库，2001 年 11 月）
- “弥勒之森”（德间小说，2005 年 6 月）

### 短篇作品
- “孤独的孩子-大神凉平观察档案”/-“SF Japan”2000 年秋季号（德间书店，2000 年 9 月）
- “死美人鱼”/-“NOVEL21 Girl's Space text.RED”（德间双文库，2001 年 2 月）
- “茶茶的收获”/-“玩具博物馆异形收藏<20>”（ Kobunsha Bunko ，2001年9月）
- “Aka no Suzumon”/ - “Sake no Yogatari Odd Collection <24>”（Kobunsha Bunko，2002年12月）
- “银剪刀”/ - “Yakakuso”（ Shodensha Bunko ，2003 年 9 月）
- “Tataritsuki”/-“SF Japan”WINTER 2007（德间书店，2007 年 11 月）
- “唱歌的骨头”/-“SF Japan”2009 AUTUMN（德间书店，2009 年 9 月）
- 《一个城市官员的遗嘱》 ] vol.18（2013年2月号）发布
- 《静谧小镇de》/——发表于网络杂志《SF Prologue Wave》（2013年8月20日发行）
- “Nanoha ni Tomare”/ - 发表于网络杂志“SF Prologue Wave”（2014 年 3 月 20 日发行）
- “Yoru no Miso”/ - 发表于网络杂志“SF Prologue Wave”（2014年12月20日发行）
- 《有人让我入睡》/——发表于网络杂志《SF Prologue Wave》（2015年5月20日发行）
- “Itoshi no Snow White” / - 发表于网络杂志“SF Prologue Wave”（2015 年 12 月 20 日发行）
- “Alisa”-“SF in 2084”日本科幻作家俱乐部版（早川文库JA，2022 年 5 月）

#### 九十九神曼荼罗系列
- “Tsukumono Trouble 1 Mustard Born Ara”-小学馆电子书（电子出版物，2012 年 12 月）
- “Tsukumono Troublesome 2 Tsujigiri Akaemon” -Shogakukan eBooks（电子出版，2013年5月）
- “Tsukumono Trouble 3 Hundred Views”-小学馆电子书（电子出版，2013 年 12 月）
- “Tsukumono Trouble 4 Suzugamori Longing” -小学馆电子书（电子出版，2013年12月）
- “Tsukumono Trouble 5”-小学馆电子书（电子出版，2015年3月）
- “Tsukumono Trouble 6 Kogishi no Shuku”-小学馆电子书（电子出版，2015年4月）
- “Tsukumono Trouble 7 Immediately Sardine”-小学馆电子书（电子出版，2015 年 5 月）
- “Tsukumono Trouble 8 White Powder”-小学馆电子书（电子出版，2015 年 10 月）
- “Tsukumono Trouble 9 Running Karato”-小学馆电子书（电子出版，2016年1月）
- “Tsukumono Trouble 10 Night Crying Stone”-小学馆电子书（电子出版，2016 年 3 月）

## 脚注
1. ↑  .   [2022-10-09]. （原始内容存档于2014-04-20）.
2. ↑  .   [2022-10-09]. （原始内容存档于2022-10-09）.
3. ↑  .   [2022-10-09]. （原始内容存档于2022-10-13）.